# Maggioranza qualificata nell'Unione europea
Nel Consiglio dell'Unione europea, per la maggior parte degli atti legislativi da adottare, e nel Consiglio europeo si utilizza il voto a maggioranza qualificata. Per decisioni importanti, quali l'adesione di nuovi paesi o questioni riguardanti la politica estera e di sicurezza, viene adottata la votazione all'unanimità.
I voti di ciascuno Stato membro non hanno uguale peso, perché le votazioni avvengono con il sistema del voto ponderato, che attribuisce un valore diverso a ciascuno Stato a seconda del numero dei suoi abitanti, con una correzione di questo criterio a favore degli Stati meno popolati. Questo sistema è stato adeguato a mano a mano che nuovi paesi aderivano. 

## Sistema in vigore fino al 31 ottobre 2014
La maggioranza qualificata viene raggiunta quando si verificano due condizioni:
- voto favorevole della maggioranza dei membri del Consiglio. Se la proposta non proviene dalla Commissione, la maggioranza deve essere dei 2/3 dei membri.
- 255 voti favorevoli (su 345). Diventati 260 ( su 352 ) dopo l'entrata della Croazia.

Inoltre ogni Paese membro può chiedere un'ulteriore condizione:
- verificare che la maggioranza qualificata comprenda almeno il 62% della popolazione totale dell'Unione europea. Se ciò non fosse, la decisione non è adottata.

Il voto a maggioranza qualificata col sistema di ponderazione, è stato introdotto dal Trattato di Nizza per evitare una paralisi decisionale in seno all'Unione, vista la progressiva difficoltà a raggiungere un consenso unanime, specialmente in seguito ai vari allargamenti. 
Successivamente ad una prima introduzione di questo sistema per un ambito ristretto di questioni, sono state attuate diverse estensioni di tale procedura di voto per vari altri settori.

## Sistema in vigore dopo il 1º novembre 2014
| Stati membri          | Nizza | Nizza | Lisbona         | Lisbona |
| Stati membri          | voti  | %     | pop. in milioni | %       |
| --------------------- | ----- | ----- | --------------- | ------- |
| Germania              | 29    | 8,2%  | 82,438          | 16,10%  |
| Francia               | 29    | 8,2%  | 67,025          | 13,09%  |
| Regno Unito           | 29    | 8,2%  | 65,809          | 12,85%  |
| Italia                | 29    | 8,2%  | 61,219          | 11,95%  |
| Spagna                | 27    | 7,7%  | 46,529          | 9,08%   |
| Polonia               | 27    | 7,7%  | 37,973          | 7,41%   |
| Romania               | 14    | 4,0%  | 19,638          | 3,83%   |
| Paesi Bassi           | 13    | 3,7%  | 17,221          | 3,36%   |
| Belgio                | 12    | 3,4%  | 11,366          | 2,22%   |
| Grecia                | 12    | 3,4%  | 10,757          | 2,10%   |
| Rep. Ceca             | 12    | 3,4%  | 10,466          | 2,04%   |
| Portogallo            | 12    | 3,4%  | 10,310          | 2,01%   |
| Svezia                | 10    | 2,8%  | 10,080          | 1,97%   |
| Ungheria              | 12    | 3,4%  | 9,798           | 1,91%   |
| Austria               | 10    | 2,8%  | 8,752           | 1,71%   |
| Bulgaria              | 10    | 2,8%  | 7,102           | 1,39%   |
| Danimarca             | 7     | 2,0%  | 5,744           | 1,12%   |
| Finlandia             | 7     | 2,0%  | 5,499           | 1,07%   |
| Slovacchia            | 7     | 2,0%  | 5,435           | 1,06%   |
| Irlanda               | 7     | 2,0%  | 4,775           | 0,93%   |
| Croazia               | 7     | 2,0%  | 4,154           | 0,81%   |
| Lituania              | 7     | 2,0%  | 2,848           | 0,56%   |
| Slovenia              | 4     | 1,1%  | 2,065           | 0,40%   |
| Lettonia              | 4     | 1,1%  | 1,950           | 0,38%   |
| Estonia               | 4     | 1,1%  | 1,315           | 0,26%   |
| Cipro                 | 4     | 1,1%  | 0,855           | 0,17%   |
| Lussemburgo           | 4     | 1,1%  | 0,589           | 0,12%   |
| Malta                 | 3     | 0,9%  | 0,440           | 0,09%   |
| Totale                | 352   | 100%  | 512,155         | 100%    |
| Maggioranza richiesta | 260   | 74%   | 332,901         | 65%     |

Note
1. ↑  Usato nel calcolo della maggioranza qualificata nei casi in cui questa modalità di voto si applica al Consiglio europeo. La divisione della popolazione totale si basa sulla decisione del Consiglio dell'Unione europea sulla popolazione degli stati membri del 2016 (percentuali aggiornate al 2018). Il sistema dei voti del Trattato di Nizza poteva essere utilizzato ancora, su richiesta di uno Stato membro, fino al 31 marzo 2017.

Il sistema inserito nel Trattato di Lisbona è quello della "doppia maggioranza". Una risoluzione o una legge è approvata con il voto favorevole del:
- 55% degli Stati membri (minimo di 15). Se la delibera non si basa su una proposta della Commissione, la soglia minima passa dal 55% al 72%;
- 65% della popolazione europea (minoranza di blocco di almeno 4 stati).

Il 72% dei voti si ha anche quando la delibera non è proposta, evidentemente nel quadro della PESC, dall'Alto Rappresentante per gli affari esteri e la sicurezza.
Viene tuttavia previsto un ulteriore periodo transitorio, fino al 31 marzo 2017, durante il quale ciascuno Stato potrà richiedere, per la singola delibera, che venga impiegato il metodo della ponderazione dei voti.
Una "minoranza di blocco" necessita, oltre alla mancanza di una delle due condizioni di cui sopra, almeno 4 paesi contrari alla proposta (oppure, se non tutti i paesi partecipano al voto, il numero minimo di paesi che rappresentano oltre il 35% della popolazione dei paesi partecipanti, più uno). In questo modo, è possibile che un atto sia approvato, anche se la condizione della popolazione non è soddisfatta. La regola della minoranza di blocco di almeno 4 paesi evita che 3 paesi popolosi possano bloccare una decisione approvata dagli altri 24 paesi.